# Rhainopomma nguruense
Rhainopomma nguruense är en insektsart som beskrevs av Nicholas David Jago 1981. Rhainopomma nguruense ingår i släktet Rhainopomma och familjen Lentulidae. Inga underarter finns listade i Catalogue of Life.